# Рамень (Вязниковский район)
Рамень — упразднённая деревня в Вязниковском районе Владимирской области России.

## География
Урочище находится в северо-восточной части области, в зоне хвойно-широколиственных лесов, в пределах Волжско-Окского междуречья, на северном берегу озера Семахар, на расстоянии примерно 5 километров (по прямой) к северо-востоку от города Вязники, административного центра района.

### Климат
Климат характеризуется как умеренно континентальный. Средняя температура воздуха самого холодного месяца (января) — −11,1 °C (абсолютный минимум — −48 °С), средняя максимальная температура воздуха (июля) — +23,3 °С (абсолютный максимум — +37 °С). Годовое количество атмосферных осадков составляет около 607 мм, из которых 413 мм выпадает в период с апреля по октябрь.

## История
В «Списке населенных мест Владимирской губернии по сведениям 1859 года» населённый пункт упомянут как удельная деревня Раменье (Рамень) Вязниковского уезда, расположенная в 7 верстах от уездного города. В деревне насчитывалось 14 дворов и проживало 107 человек (51 мужчина и 56 женщин).
По состоянию на 1905 год, в Раменье имелось 18 дворов и проживало 92 человека. В административном отношении деревня входила в состав Рыловской волости.
По данным 1926 года в деревне имелось 22 крестьянских хозяйства и проживало 123 человека (54 мужчины и 69 женщин). Являлась частью Заборечского сельсовета Вязниковской волости.
На момент упразднения входила в состав Малоудольского сельсовета Вязниковского района. Упразднена решением облисполкома № 319 от 16 мая 1986 года как фактически не существующая.